# فيصل الهاشل
فيصل إبراهيم الهاشل مواليد 20 مارس 1993 في السعودية، هو لاعب كرة قدم سعودي يلعب في نادي الهلالية.
لعب سابقاً في الفئات السنية في نادي التعاون و لعب بعدها مع النادي العربي ونادي الهلالية.